# 일리야 차르헤이카
일리야 울라지미라비치 차르헤이카(벨라루스어: Ілья́ Уладзі́міравіч Чаргейка, 러시아어: Илья́ Влади́мирович Чергейко 일리야 블라디미로비치 체르게이코[*], 1993년 4월 15일 ~ )는 벨라루스의 사격 선수이다. 주 종목은 공기 소총으로 런던에서 열린 2012년 하계 올림픽 남자 10m 공기소총 종목에 출전했다.